# 古泉葵
古泉 葵（こいずみ あおい、1997年9月2日 - ）は、日本の女優、タレントである。フォスター所属していた。東京都出身。

## 略歴
2012年、テレビドラマ『リセット〜本当のしあわせの見つけ方〜』で女優デビュー。
2013年、第5回沖縄国際映画祭にて上映された映画『ハアドボイルド漫談師　大風呂屋エイジ〜河津桜よ永遠に〜』にヒロイン役で出演。同年7月8日、雑誌『Seventeen』の専属モデルオーディション「ミスセブンティーン2013」 最終候補22人の内に選ばれた。

## 人物
- 特技:5歳の時からフラダンスを始め、2012年全国大会グループで優勝し、ソロは2位。
- 趣味:散歩、ショッピング
- 好きなスポーツ:バドミントン、水泳、野球。
- 好きな映画:『トランスフォーマー』。
- 好きな漫画:『ストロボエッジ』、『君に届け』。

## 出演

### テレビドラマ
- リセット〜本当のしあわせの見つけ方〜 （2012年9月30日、TBS） - 香山明日香 役
- 女と男の熱帯 （2013年1月20日 - 2月24日、WOWOW）
- 放課後グルーヴ（2013年4月22日 - 6月24日、TBS） - 三宅樹乃 役
- 1964東京オリンピック「オリンピック招致にかけた男たち」（2013年8月20日、NHK）
- 僕らはみんな死んでいる♪（2013年12月 - 、NOTTV） - 鞠子 役
- フラガールと犬のチョコ（2015年3月11日、テレビ東京） - 泉ありさ 役
- 夢を与える （2015年5月16日 - 6月6日、WOWOW）
- 予告犯－THE PAIN－（2015年6月7日 - 7月5日、WOWOW）

### 映画
- ハアドボイルド漫談師 大風呂屋エイジ〜河津桜よ永遠に〜（2013年6月28日）
- 放課後ロスト エピソード3 「倍音」（2014年8月2日、プロジェクト ドーン） - 黒井 役
- 太陽の坐る場所（2014年10月4日、ファントム・フィルム） - 高間響子（高校時代） 役
- 四月は君の嘘（2016年9月10日、東宝）

### テレビ番組
- TOYOTA MARK X presents MUSEな君と。（2012年10月11日・18日、BS-TBS）

### CM
- 富士フイルム 「写プライズしよう。」（2015年）
- レオパレス21
  - 「恋するレオパレス 始まり」編 / 「恋するレオパレス 再会」編（2016年） ※広瀬すず、新川五朗と共演

### ミュージックビデオ
- 曽我部恵一「バカばっかり」（2013年）